# Symbolik der Religionen
Symbolik der Religionen ist eine 23-bändige wissenschaftliche Buchreihe zur Symbolik der Religionen. Sie wurde von Ferdinand Herrmann (1904–1974) begründet, dem langjährigen Leiter des Völkerkundemuseums Heidelberg. Die Reihe erschien von 1958 bis 2000 im Anton Hiersemann Verlag in Stuttgart. Sie besteht aus zwölf Textbänden und elf Tafelbänden.

## Die 23 Bände
Textbände
1. Hermann Köster: Symbolik des chinesischen Universums, Textband, 1958, ISBN 978-3-7772-5806-5
2. Rudi Paret: Symbolik des Islam, Textband, 1958, ISBN 978-3-7772-5807-2
3. Ernst Ludwig Ehrlich: Kultsymbolik im Alten Testament und im nachbiblischen Judentum, Textband, 1959, ISBN 978-3-7772-5902-4
4. Willibald Kirfel: Symbolik des Hinduismus und des Jinismus, Textband, 1959, ISBN 978-3-7772-5903-1
5. Willibald Kirfel: Symbolik des Buddhismus, Textband, 1959, ISBN 978-3-7772-5904-8
6. Josef Andreas Jungmann: Symbolik der katholischen Kirche, Textband, 1960, ISBN  978-3-7772-0023-1
7. Kurt Goldammer: Kultsymbolik des Protestantismus, Textband, 1960, ISBN 978-3-7772-6007-5
8. Jacques Duchesne-Guillemin: Symbolik des Parsismus, Textband, 1961, ISBN 978-3-7772-6105-8
9. Ferdinand Herrmann: Symbolik in den Religionen der Naturvölker, Textband, 1961, ISBN 978-3-7772-6106-5
10. Ernst Hammerschmidt: Symbolik des Orthodoxen und Orientalischen Christentums, Textband, 1962, ISBN 978-3-7772-0024-8
11. Werner Küppers: Symbolik der kleineren Kirchen, Freikirchen und Sekten des Westens, Textband, 1964, ISBN 978-3-7772-6406-6
12. Helmut Hoffmann: Symbolik der tibetischen Religionen und des Schamanismus, Textband, 1967, ISBN 978-3-7772-0025-5

Tafelbände
1. Ekkehard Sauser: Symbolik der katholischen Kirche, Tafelband, 1966, ISBN 978-3-7772-6603-9
2. Ernst Hammerschmidt: Symbolik des orientalischen Christentums, Tafelband, 1966, ISBN 978-3-7772-6604-6
3. Kurt Goldammer: Kultsymbolik des Protestantismus, Tafelband, 1967, ISBN 978-3-7772-6704-3
4. Karl-Christian Felmy: Symbolik des orthodoxen Christentums und der kleineren christlichen Kirchen in Ost und West, Tafelband, 1968, ISBN 978-3-7772-6808-8
5. Nathan Peter Levinson: Die Kultsymbolik im Alten Testament und im nachbiblischen Judentum, Tafelband, 1972, ISBN 978-3-7772-7210-8
6. Josef Bauer: Symbolik des Parsismus, Tafelband, 1973, ISBN 978-3-7772-7301-3
7. Volker Moeller: Symbolik des Hinduismus und des Jainismus, Tafelband, 1974, ISBN 978-3-7772-7415-7
8. Johann Christoph Bürgel: Symbolik des Islam, Tafelband, 1975, ISBN 978-3-7772-7508-6
9. Gernot Prunner: Symbolik des Chinesischen Universismus, Tafelband, 1986, ISBN 978-3-7772-8642-6
10. Otto Karow: Symbolik des Buddhismus, Tafelband, 1989, ISBN 978-3-7772-8909-0
11. Susanne Knödel: Symbolik der tibetischen Religionen und des Schamanismus, Tafelband, 2000, ISBN 978-3-7772-0016-3